# Agonopterix crassiventrella
Agonopterix crassiventrella is een vlinder uit de familie grasmineermotten (Elachistidae). De wetenschappelijke naam is voor het eerst geldig gepubliceerd in 1891 door Rebel.
De soort komt voor in Europa.